# Opatovice u Hranic
Opatovice (deutsch Opatowitz) ist eine Gemeinde in Tschechien. Sie liegt sechs Kilometer südlich von Hranice und gehört zum Okres Přerov.

## Geographie
Opatovice erstreckt sich zwischen der Kelečská pahorkatina (Keltscher Hügelland) und dem Maleníkwald im Tal des Baches Opatovický potok. Im Norden erhebt sich die Dubová (348 m), südlich die Boží muka (351 m), im Südwesten die Hranečníky (333 m) und nordwestlich der Maleník (479 m).
Nachbarorte sind Pod Křivým, Teplice nad Bečvou, Zbrašov und Na Kučách im Norden, Černotín, Ústí, Nové Sady und Skalička im Nordosten, Váňův Mlýn, Zámrsky und Horní Těšice im Osten, Malhotice im Südosten, Všechovice und Býškovice im Süden, Horní Nětčice und Rakov im Südwesten, Paršovice im Westen sowie Valšovice im Nordwesten.

## Geschichte
Opatovice, dessen Ortsname sich vom tschechischen „Opat“ (deutsch Abt) ableitet, wurde vermutlich in der zweiten Hälfte des 12. Jahrhunderts während der Kolonisation der Hranicer Gaues durch die Raigerner Benediktiner angelegt. Erstmals schriftlich erwähnt wurde Opatowitz 1447 in der Landtafel, als Georg von Krawarn († 1466) die Herrschaft Helfenstein an Wok (II.) von Sovinec verkaufte. Im Jahre 1480 wurde der Ort als Opatovice und 1771 als Oppatovitium bezeichnet. Das älteste Ortssiegel stammt aus dem Jahre 1766. Die Matriken wurden seit 1738 in Všechovice und ab 1785 in Paršovice geführt. Bis zur Mitte des 19. Jahrhunderts blieb das Dorf immer zur Herrschaft Helfenstein bzw. Leipnik untertänig.
Nach der Aufhebung der Patrimonialherrschaften bildete Opatovice/Opatowitz mit dem Ortsteil Valšovice ab 1850 eine Gemeinde in der Bezirkshauptmannschaft Mährisch Weißkirchen. Valšovice wurde 1868 nach Paršovice umgemeindet. In den Jahren 1869 bis 1870 erfolgte der Bau einer eigenen Schule. Im Jahre 1870 hatte das Dorf 607 Einwohner. 1871 legte ein Dorfbrand 64 Häuser, darunter auch die neue Schule, in Schutt und Asche. Die Freiwillige Feuerwehr bildete sich 1889 als erster Verein des Dorfes. Im Jahre 1900 lebten in Opatovice 564 Personen, 1930 waren es 658. Opatovice wurde 1930 an das Elektrizitätsnetz und im Jahr darauf auch an das Telefonnetz angeschlossen. 1947 nahm das Kino Záhoří den Spielbetrieb auf. Nach der Aufhebung des Okres Hranice wurde Opatovice 1960 dem Okres Přerov zugeordnet. Zwischen 1976 und 1990 war Býškovice dem Örtlichen Nationalausschuss Opatovice angeschlossen. 1980 hatte das Dorf 729 Einwohner. Seit dem 12. April 1995 führt die Gemeinde ein Wappen und Banner.

## Gemeindegliederung
Für die Gemeinde Opatovice sind keine Ortsteile ausgewiesen.

## Sehenswürdigkeiten
- Kapelle des hl. Mauritius, erbaut 1877